# کوین آستین
کوین آستین (انگلیسی: Kevin Austin; ۱۲ فوریهٔ ۱۹۷۳ – ۲۳ نوامبر ۲۰۱۸) بازیکن فوتبال اهل ترینیداد و توباگو بود.
از باشگاه‌هایی که در آن بازی کرده‌است می‌توان به باشگاه فوتبال کمبریج یونایتد، باشگاه فوتبال دارلینگتون، باشگاه فوتبال بارنزلی، باشگاه فوتبال سافرون والدن تاون، باشگاه فوتبال برنتفورد، باشگاه فوتبال سوانزی سیتی، باشگاه فوتبال بریستول راورز، باشگاه فوتبال چسترفیلد، باشگاه فوتبال لینکولن سیتی، باشگاه فوتبال کترینگ تاون، باشگاه فوتبال بوستون یونایتد، و باشگاه فوتبال لیتون اورینت اشاره کرد.
وی همچنین در تیم ملی فوتبال ترینیداد و توباگو بازی کرده‌است.